# 石厚
石厚（？—前719年），中国春秋时期卫国大夫石碏之子。
石厚与卫桓公弟州吁相好，州吁骄纵不已，素为桓公所恶。州吁袭杀桓公后，自立为卫君，但在卫国不得人心，大夫石碏借陈侯之力，在濮地击杀州吁，迎先君桓公之弟晋并立立之为君，是为宣公。其子石厚参与了州吁袭杀桓公之事，被捕后，石碏大义灭亲，诛杀石厚。